# Kajsanici
Kajsanici (arab كيسانية, transliteracja: Kaysāniyya) – szyickie ugrupowanie powstałe w związku z kontrowersjami dotyczącymi osoby imama po śmierci al-Ḥusajna (zm. 680). Odegrali ważną rolę w obaleniu Umajjadów i osadzeniu na tronie kalifa z rodu Abbasydów oraz w rozwoju muzułmańskiej teologii, zwłaszcza koncepcji mahdiego.

## Etymologia
Ruch początkowo nazywano muḥtārijja, nawiązując do Al-Mukhtāra, właściwego założyciela ugrupowania, dopiero z czasem przyjęła się powszechnie znana nazwa kaysānijja. Istnieje kilka teorii co do pochodzenia tej nazwy, między innymi:
- Zrodziła się z imienia Kaysān – sługi Al-Mukhtāra i przywódcy jego straży przybocznej, który później odegrał znaczną rolę w krzewieniu idei kajsanizmu,
- Pochodziła od imienia uwolnionego niewolnika ‘Alego, z którego pomysłów później czerpał Al-Mukhtār[1].

## Wiara
Kajsanici wyznawali następujące przekonania:
- Potępili pierwszych trzech kalifów jako nielegalnych uzurpatorów, a także utrzymywali, że społeczność zbłądziła, akceptując ich rządy[2].
- Wierzyli, że ‘Alī i jego trzej synowie al-Ḥasan, al-Ḥusayn i Muḥammad Ibn al-Ḥanafijjā byli kolejnymi imamami i następcami Mahometa z boskiego powołania i że zostali obdarzeni nadprzyrodzonymi cechami[2].
- Wierzyli, że Muḥammad Ibn al-Ḥanafijjā był Mahdīm[3].
- Wierzyli w zjawisko badā’ (możliwe, że to właśnie wśród kajsanitów po raz pierwszy wprowadzono ten termin) – koncepcję teologiczną w tradycji szyickiej, która odnosiła się do zmiany boskiej decyzji lub objawienia na skutek nowych okoliczności. Według tej idei, Bóg może zmienić swoją wolę w zależności od zachowania ludzi bądź innych czynników[4].

Co więcej, niektóre podsekty kajsanickie ustanowiły własne, unikalne wierzenia, na przykład jedna z nich uważała, że Muḥammad Ibn al-Ḥanafijjā ukrywał się na górze Raḍwa pomiędzy Mekką i Medyną, strzeżony przez lwy i karmiony przez kozy górskie, oraz powróci (raj‘a, tj. powrót Mahdīego do życia) jako Mahdī. Niektórzy interpretowali jego tymczasowe wygnanie i ukrycie jako karę za błąd, jakim miało być złożenie przysięgi wierności umajjadzkiemu kalifowi ‘Abd al-Malikowi.
Niektóre aspekty dziedzictwa intelektualnego ruchu kaysānijja zostały później wchłonięte przez główne społeczności szyickie czasów wczesnych Abbasydów, w tym Dwunastkowców i Ismailitów.

## Historia

### Geneza
Początki ruchu sięgają VII wieku. W 680 roku, kiedy zmarł al-Ḥusajn, pierworodny syn ‘Alego Ibn Abī Ṭāliba i drugi imam, społeczność szyicka stanęła przed zadaniem wybrania następnego przywódcy. Głównym celem była walka z Umajjadami, których uznawano za uzurpatorów.
Założycielem ruchu był Al-Mukhtār, szanowany mieszkaniec miasta al-Kūfa. Pochodził z plemienia Thaqīf, a jego ojciec brał udział w pierwszych podbojach muzułmańskich, co być może stanowiło powód jego popularności. Korzystając ze swojego poparcia, obwołał trzeciego syna ‘Alego, Muḥammada Ibn al-Ḥanafijję, następcą al-Ḥusajna, Mahdīm i nowym zwierzchnikiem szyitów, po czym w listopadzie 685 roku rozpoczął powstanie antyumajjadzkie, którego celem było ustanowienie Muḥammada następnym kalifem. Zajął al-Kūfę, w czym pomogli mu niearabscy klienci (mawālī), którzy w ruchu kajsanitów (a szerzej szyitów) upatrywali własnej szansy na rozpoznanie jako równi arabskim muzułmanom w hierarchii społecznej. Należy wspomnieć, że nastąpiła tu modyfikacja znaczenia określenia Mahdī – chodziło przede wszystkim o przeciwstawienie nowego przywódcy Ummajadom, jako słusznie prowadzonego przez Boga. Jest to zatem rozumienie sprzeczne z tezą Abd Allāha Ibn Saby (saba‘ijja), który twierdził, że ‘Alī nie umarł i kiedyś powróci, aby przejąć władzę. Według koncepcji Al-Mukhtāra, Mahdī to osoba żyjąca uznana za przywódcę gminy, której przybycia się oczekuje, ten który rzeczywiście ma objąć władzę.
W 686/7 roku powstanie zostało stłumione, a Al-Mukhtār zginął w czasie walk o Al-Kūfę. Napastnicy dokonali krwawej zemsty na obrońcach miasta, w szczególności na ludności mawālī. Mimo wielu podjętych prób, nigdy nie udało się namówić Muḥammada Ibn al-Ḥanafijjā do objęcia przywództwa wśród szyitów. Ten nie tylko odrzucił tytuł imama i Mahdīego, ale też potępił rewoltę, a w 692 roku złożył hołd kalifowi umajjadzkiemu ‘Abd al-Malikowi. W roku 700 zmarł w Medynie.

### Kaysān
Idea Mahdīego utożsamianego z Muḥammadem Ibn al-Ḥanafijjā nie odeszła wraz z jego śmiercią, ponieważ przejął ją człowiek imieniem Kaysān, od którego zaczęto ten ruch nazywać kajsanizmem (kaysānijja). Kaysān był służącym u boku Al-Mukhtāra, przy czym domniemywa się, że wcześniej służył u ‘Alego (jednak są to jedynie teorie), był też ekstremistą (saba’ijja) rozumianym w ówczesny sposób, co oznacza że bardzo odbiegał od standardowej wiary muzułmańskiej. Al-Mukhtār awansował Kaysāna, ustanawiając go przywódcą dywizji w jego armii. Ruch kajsanitów charakteryzował się przede wszystkim nieustanną rozbudową idei Mahdīego, początkowo wprowadzając pojęcie waṣī – pełnomocnik, który reprezentuje Mahdīego na Ziemi.

### Rozpad
Po śmierci, obwołanego Mahdīm Muḥammada Ibn al-Ḥanafijjā, ruch rozpadł się na pomniejsze frakcje. Większość kajsanitów uznała jego syna ‘Abd Allāha (przydomek Abū Hāšim) za następcę, od czego wzięła się nazwa ruchu z nim związanego – hāšimijja.
Inne z ugrupowań twierdziły, że Abū Hāšim to jedynie waṣī swojego ojca, a prawdziwy Mahdī ukrywa się w górach Raḍwa między Mekką i Medyną – zatem doszło tu do kolejnej zmiany idei Mahdīego. Nie był już żyjącym, którego przybycia oczekiwano, a stał się ukrytym w odosobnieniu, który pewnego dnia powróci, aby ustanowić sprawiedliwość.
Abū Hāšim zmarł w 716 roku w Humajmie, co przyniosło kolejny rozpad głównego nurtu ruchu kajsanitów na cztery ugrupowania, z których najsilniejszą stała się grupa głosząca, że następnym imamem hāšimitów i szyitów w ogóle, został Muḥammad Ibn ‘Alī Ibn ‘Abd Allāh Ibn al-‘Abbās, prawnuk al-‘Abbāsa, stryja ‘Alego. Według przekazów to właśnie jemu na łożu śmierci Abū Hāšim miał powierzyć rolę duchowego przywódcy. To stronnictwo również zaczęto nazywać hāšimijja – tym razem od nazwy kurajszyckiego rodu Banū Hāšim, za których potomków się uważali.

### Narodziny Abbasydów
Muḥammad Ibn ʿAlī rządził do 743 roku, kiedy to rolę imama przejął jego syn Ibrāhīm. Za jego panowania idea kajsanicka zyskała bardzo duże poparcie, co pozwalało na wypieranie władzy Umajjadów, początkowo z terenów Iranu, aż po Al-Kūfę w 749 roku, jednak tuż przed upadkiem miasta Ibrāhīm zginął w umajjadzkim więzieniu. Wówczas wybrano nowego przywódcę, Abū al-ʿAbbāsa, brata Ibrāhīma, od którego rozpoczęła się era panowania dynastii Abbasydów.
Ostatecznie myśl kaysānijja zwyciężyła – Umajjadzi zostali zdetronizowani, jednak kosztem przejęcia władzy przez nowy dom panujący. Okazała się być ruchem politycznym, który przyczynił się do powstania różnych nurtów w szyizmie, obalenia jednej dynastii i wyłonienia nowej.
Jeżeli zaś chodzi o stronę sacrum, kajsanizm przyczynił się do rozwinięcia myśli sabaʾiyya (koncepcji mahdyzmu), wysuniętej przez ʿAbd Allāha Ibn Sabaʾa. Rozbudował koncepcję mahdīego, a wszelkie podobieństwa sprawiły, że wkrótce kaysānici zaczęli być nazywani sabaʾijczykami. W późniejszych latach kaysānizm zaczął zanikać, by w IX wieku na stałe umrzeć, ale ich idee zostały przejęte przez kolejne szyickie nurty.

## Koncepcja Mahdīego
Z ruchu kaysānijja wypłynęła zmieniona, w stosunku do sabaʾnijja, koncepcja Mahdīego. Był on teraz „słusznie prowadzonym przez Boga”, imamem, zbawicielem i odnowicielem prawdziwego islamu, który zaprowadzi sprawiedliwość na Ziemi i wybawi uciśnionych spod tyranii. Ten nowy sposób myślenia znalazł szczególne poparcie wśród mawālī – niearabskich konwertytów na islam, którzy pod rządami Umajjadów byli traktowani jako muzułmanie drugiej kategorii, pomiędzy arabskimi muzułmanami a niemuzułmańskimi poddanymi kalifatu. Mawālī stanowili dość pokaźną grupę mających gorsze prawa obywateli Al-Kūfy i innych miejskich obszarów, którzy aspirowali do ustanowienia porządku opartego na egalitarnych zasadach islamu. Dzięki temu stanowili dobry fundament dla ruchów opozycyjnych wobec arabskiej hegemonii Umajjadów w kalifacie, a poprzez odwołanie się do koncepcji Mahdīego, mawālī szczególnie wdali się w szyicki ruch, dużymi liczbami angażując się po stronie al-Mukhtāra, nazywając siebie Shīʿat al-Mahdī, co znaczy stronnicy Mahdīego. Mimo śmierci przywódcy ugrupowania, jak i obwołanego Mahdīm Muḥammada Ibn al-Ḥanafijjā (który nie odegrał aktywnej roli w ruchu), kajsanizm przetrwał i w dalszym ciągu odgrywał ważną rolę w dziejach wczesnego szyizmu, aż do przejęcia władzy przez Abbasydów.
Idea Mahdīego została przez kajsanitów rozwinięta w sposób, który wywarł wpływ na późniejsze nurty szyizmu. Ruch wiązał doktrynę z osobą Ibn al-Ḥanafijji, syna ʿAlego Ibn Abī Ṭāliba z innej żony niż Fāṭima. Jako jeden z pierwszych ruchów szyickich sformalizował wiarę w Mahdīego jako integralny element doktryny. Należy jednak pamiętać, że początkowo termin Mahdī nie posiadał żadnych eschatologicznych konotacji, jakie przybrał w późniejszym okresie rozwoju szyizmu. Wybór padł na Muḥammada Ibn al-Ḥanafijjā prawdopodobnie z tego względu, iż nie był bezpośrednim potomkiem Proroka Muḥammada, a raczej dziedzicem Kalifa ʿAlego. Niektóre odłamy wierzyły w jego ukrycie w miejscu, gdzie pozostaje w stanie oczekiwania (ghayba) – ten centralny element wierzeń kaysānijja stał się fundamentem późniejszego szyizmu Dwunastkowców. Po powrocie (rajʿa), Mahdī miał przywrócić sprawiedliwość, przygotować wiernych na sąd ostateczny i wypełnienie boskiego planu. Koncepcja Mahdīego rozwinięta przez kaysānijję miała wpływ na późniejsze odłamy szyizmu i stała się trwałym elementem doktryny w islamie szyickim. Wiara w ukrycie i powrót Mahdīego została zaadaptowana przez inne grupy, w tym Dwunastkowców (Ithnā ʿAshariyya) oraz Ismailitów. W szczególności idea okultacji Imama stała się jednym z centralnych dogmatów Dwunastkowców, którzy wierzą, że dwunasty Imam, Muḥammad al-Mahdī, jest ukryty od IX wieku i powróci na końcu czasów. Wpływy ruchu kajsanitów, mimo że przetrwał jedynie około 100 lat, do dzisiaj są widoczne w wierzeniach różnych ugrupowań szyickich.

## Ugrupowania powstałe z Kajsanizmu
Kajsanici przez cały swój okres istnienia dzielili się na pomniejsze ugrupowania, a każda z tych grup uważała się za jedyną słuszną. Istnieją dwa ważne wydarzenia, po których następował podział. Pierwszym z nich jest śmierć Muḥammada Ibn al-Ḥanafijjā w roku 700, po którym nastąpił rozpad na co najmniej kilka ruchów, gdzie zwolennicy podzielili się, przysięgając wierność różnym przywódcom, z których każdy zarzekał o swojej autentyczności – spierano się głównie o to, czy rzeczywiście uznać odejście lidera. Drugim wydarzeniem jest śmierć Abū Hāšima w 716 roku, która spowodowała dalszy podział na cztery główne frakcje.
- Pierwszy podział
  - Karibijja – nie uznali śmierci Ibn al-Ḥanafijjā, twierdzili, że ukrywa się w górach Raḍwa pomiędzy Mekką a Medyną. Ostatecznie powróci jako Mahdī, by przynieść sprawiedliwość i równość światu[12].
  - Hāšimijja – grupa składała się z większości kajsanitów, akceptowali śmierć przywódcy, wobec czego wybrali jego najstarszego syna, Abū Hāšima, na nowego. Wierzyli, że Ibn al-Ḥanafijjā namaścił go osobiście na następcę[12].
  - Ḥayyān as-Sarrāj – grupa pod jego przywództwem uznała śmierć imama, ale utrzymywała, że w przyszłości ten powróci do życia, by przywrócić sprawiedliwość[12].
  - Ḥamza Ibn ʿUmāra al-Barbarī – początkowo należał do ruchu Karibijja, jednak jego ekstremistyczne poglądy wkrótce spowodowały jego odpływ od ugrupowania. Zaczął działać na własną rękę, kształtując grupę popleczników. Uznawał boski aspekt Ibn al-Ḥanafijjā oraz twierdził, że on sam jest prorokiem[12].

- Drugi podział
  - Hāšimijja – najbardziej znacząca grupa, z której wywodzi się dynastia Abbasydów. Muḥammad Ibn ʿAlī Ibn ʿAbd Allāh Ibn al-ʿAbbās Ibn ʿAbd al-Muṭṭalib uznany został za następcę Abū Hāšima, jest założycielem dynastii[6].
  - Ḥarbijja/Ḥarītijja – uważali ʿAbd Allāha Ibn Muʿāwiyę za prawowitego spadkobiercę Abū Hāšima; dokonali rewolty w latach 744–748, która rozlała się po Iraku, docierając również do Iranu. Przez krótki okres odnosili sukcesy, jednak ostatecznie powstanie zostało stłumione przez wojska umajjadzkie, a ʿAbd Allāh Ibn Muʿāwiya pochwycony i zamordowany. Co ciekawe, po jego śmierci część ze zwolenników idei Ḥarbijja uznało, że ich przywódca przeżył i ukrywa się w górach Isfahanu[13].
    - Ruch Ḥarbijja w późniejszym okresie podzielił się na dwie kolejne podsekty – Rijāḥijja oraz Janāḥijja – ze względu na spór dotyczący kwestii imamatu. Rozstrzygnięto, że władza powinna pozostać w rękach Abbasydów, wówczas większość zwolenników Ḥarbijja, którzy wcześniej uznali Ibn Muʿāwiyę za swojego imama, odłączyła się i dołączyła do Abbasydów, a nazwano ich Rijāḥijja. Tych, którzy zdecydowali się pozostać i nadal uznawać imamat ʿAbd Allāha Ibn Muʿāwiyī, nazwano Janāḥijja.

  - Bayāniyya – zwolennicy Bayāna al-Naḥdīego, którzy wierzyli, że Abū Hāšim był prorokiem i powróci, aby rządzić światem jako Mahdī. Bayān również ogłosił się prorokiem po śmierci Abū Hāšima[6].
  - Kaysāniyya ḥāliṣa[6]